# Germinal (1993)
Germinal (bra Germinal) é um filme ítalo-belgo-francês de 1993, do gênero drama romântico-histórico, dirigido por Claude Berri, com roteiro dele e Arlette Langmann baseado no romance homônimo de Émile Zola.

## Sinopse
França, século 19: contra a exploração dos patrões, mineiros decidem iniciar movimentos grevistas, porém sofrem a repressão das autoridades.

## Elenco
- Miou-Miou - Maheude
- Renaud - Étienne Lantier
- Gérard Depardieu - Toussaint Maheu
- Jean Carmet - Vincent Maheu dit Bonnemort
- Judith Henry - Catherine Maheu
- Jean-Roger Milo - Chaval
- Laurent Terzieff - Souvarine
- Bernard Fresson - Victor Deneulin
- Jean-Pierre Bisson - Rasseneur
- Jacques Dacqmine - Philippe Hennebeau
- Anny Duperey - Madame Hennebeau
- Gérard Croce - Maigrat
- Frédéric van den Driessche - Paul Négrel
- Annick Alane - Madame Grégoire
- Pierre Lafont - Léon Grégoire

## Principais prêmios e indicações
| Prêmio     | Categoria                             | Recipiente                                                | Resultado |
| ---------- | ------------------------------------- | --------------------------------------------------------- | --------- |
| César 1993 | Melhor atriz                          | Miou-Miou                                                 | Indicado  |
| César 1993 | Melhor atriz coadjuvante              | Judith Henry                                              | Indicado  |
| César 1993 | Melhor ator coadjuvante               | Jean-Roger Milo                                           | Indicado  |
| César 1993 | Melhor roteiro (original ou adaptado) | Claude Berri, Arlette Langmann-Ramonet                    | Indicado  |
| César 1993 | Melhor música original                | Jean-Louis Roques                                         | Indicado  |
| César 1993 | Melhor som                            | Pierre Gamet, Dominique Hennequin                         | Indicado  |
| César 1993 | Melhor fotografia                     | Yves Angelo                                               | Venceu    |
| César 1993 | Melhor edição                         | Hervé de Luze                                             | Indicado  |
| César 1993 | Melhor figurino                       | Caroline de Vivaise, Sylvie Gautrelet, Bernadette Villard | Venceu    |
| César 1993 | Melhor direção de arte                | Thanh At Hoang, Christian Marti                           | Indicado  |
| César 1993 | Melhor direção                        | Claude Berri                                              | Indicado  |
| César 1993 | Melhor filme                          | Claude Berri                                              | Indicado  |